# Saint-Ouen-sous-Bailly
Saint-Ouen-sous-Bailly – miejscowość i gmina we Francji, w regionie Normandia, w departamencie Sekwana Nadmorska.
Według danych na rok 1990 gminę zamieszkiwały 152 osoby, a gęstość zaludnienia wynosiła 29 osób/km² (wśród 1421 gmin Górnej Normandii Saint-Ouen-sous-Bailly plasuje się na 747. miejscu pod względem liczby ludności, natomiast pod względem powierzchni na miejscu 669.).